# Блатниця-Покупська
45°31′ пн. ш. 15°43′ сх. д. / 45.51° пн. ш. 15.72° сх. д.
Блатниця-Покупська (хорв. Blatnica Pokupska) — населений пункт у Хорватії, у Карловацькій жупанії у складі міста Карловаць.

## Населення
Населення за даними перепису 2011 року становило 31 осіб.
Динаміка чисельності населення поселення: